# Nikita Grebionkine
Nikita Sergueïevitch Grebionkine - en russe : Никита Сергеевич Гребёнкин et en anglais : Nikita Grebyonkin - (né le 2 mai 2003 à Serov dans l'oblast de Sverdlovsk) est un joueur professionnel russe de hockey sur glace. Il évolue au poste d'attaquant.

## Biographie

### Carrière en club
Formé au Metallourg Magnitogorsk, il commence sa carrière en junior avec les Stalnye Lissy dans la MHL lors de la saison 2020-2021. Le 8 décembre 2021, il joue son premier match dans la KHL avec le Metallourg face au HC Red Star Kunlun. Il est choisi au 5e tour, en 135e position, par les Maple Leafs de Toronto lors du repêchage d'entrée dans la LNH 2022. Au cours de la 2022-2023, il est prêté à l'Amour Khabarovsk avec qui il inscrit ses premiers points dans la KHL. Il compte vingt-six points en quarante-cinq matchs et est nommé recrue de la saison dans la KHL. Il remporte la Coupe Gagarine 2024 avec Magnitogorsk. En 2024, il part en Amérique du Nord et est assigné aux Marlies de Toronto, club-école des Maple Leafs dans la Ligue américaine de hockey. Le 20 novembre 2024, il joue son premier match dans la Ligue nationale de hockey avec les Maple Leafs face aux Golden Knights de Vegas.

### Carrière internationale
Il représente la Russie au niveau international. Il prend part aux sélections jeunes. Le 14 décembre 2023, il joue son premier match avec la Russie face à une sélection de la VHL dans un match comptant pour la Coupe Pervi Kanal.

## Trophées et honneurs personnels
- KHL
  - 2022-2023: nommé recrue de la saison.

## Statistiques

### En club
| Saison    | Équipe                    | Ligue |    | Saison régulière | Saison régulière | Saison régulière | Saison régulière | Saison régulière |   | Séries éliminatoires | Séries éliminatoires | Séries éliminatoires | Séries éliminatoires | Séries éliminatoires |
| Saison    | Équipe                    | Ligue | PJ | B                | A                | Pts              | Pun              | PJ               | B | A                    | Pts                  | Pun                  |                      |                      |
| 2020-2021 | Stalnye Lissy             | MHL   | 54 | 12               | 22               | 34               | 30               | 5                | 0 | 3                    | 3                    | 33                   |                      |                      |
| 2021-2022 | Stalnye Lissy             | MHL   | 58 | 17               | 47               | 64               | 6                | 9                | 2 | 11                   | 13                   | 4                    |                      |                      |
| 2021-2022 | Metallourg Magnitogorsk   | KHL   | 1  | 0                | 0                | 0                | 0                | -                | - | -                    | -                    | -                    |                      |                      |
| 2022-2023 | Stalnye Lissy             | MHL   | 1  | 0                | 3                | 3                | 0                | -                | - | -                    | -                    | -                    |                      |                      |
| 2022-2023 | Metallourg Magnitogorsk   | KHL   | 7  | 0                | 0                | 0                | 0                | -                | - | -                    | -                    | -                    |                      |                      |
| 2022-2023 | Ioujny Oural Orsk         | VHL   | 4  | 1                | 2                | 3                | 0                | -                | - | -                    | -                    | -                    |                      |                      |
| 2022-2023 | Amour Khabarovsk          | KHL   | 45 | 9                | 17               | 26               | 6                | -                | - | -                    | -                    | -                    |                      |                      |
| 2023-2024 | Metallourg Magnitogorsk   | KHL   | 67 | 19               | 22               | 41               | 17               | 23               | 3 | 3                    | 6                    | 6                    |                      |                      |
| 2024-2025 | Marlies de Toronto        | LAH   | 39 | 9                | 12               | 21               | 34               | -                | - | -                    | -                    | -                    |                      |                      |
| 2024-2025 | Maple Leafs de Toronto    | LNH   | 7  | 0                | 0                | 0                | 2                | -                | - | -                    | -                    | -                    |                      |                      |
| 2024-2025 | Phantoms de Lehigh Valley | LAH   | 11 | 3                | 4                | 7                | 9                | 7                | 1 | 3                    | 4                    | 0                    |                      |                      |